# 短花柱小百合
短花柱小百合（学名：Lilium nanum var. brevistylum）是百合科百合属小百合的变种。分布在中国大陆的西藏等地，生长于海拔4,280米的地区，常生于林缘，目前尚未由人工引种栽培。